# Янтарный пляж
Янтарный пляж — ежегодный пляжный музыкальный фестиваль в Калининградской области (Россия). Проводится в июле с 2010 года.
Впервые проводился в городе Янтарный Калининградской области с 23 по 25 июля 2010 года. Приглашенными гостями фестиваля стали коллективы Covenant, Dieselboy, Everything Is Made In China, Вопли Видоплясова, а также продюсер и автор ремиксов Тимо Маас. Даже невзирая на плохую погоду, фестиваль, по разным оценкам, посетили от 3 до 4 тысяч человек. Таким образом, фестиваль стал крупнейшим в Калининградской области регулярным массовым событием музыкально-развлекательной направленности.
Второй раз фестиваль «Янтарный пляж» проходил с 15 по 16 июля 2011 года в городе Зеленоградске, куда он переехал в связи с началом добычи янтаря в первом месте проведения. Число единовременных посетителей было ограничено тремя тысячами человек. На этот раз приглашенными артистами стали английский музыкант и диджей Пол Окенфолд, германский проект Sash!, а также дуэт Лироя Торнхилла и Мартена Хергера Smash HI-FI. На событие аккредитовались десятки журналистов, в их числе были и зарубежные. Звезды Янтарного пляжа 2011 высоко оценили уровень организации, площадку и реакцию калининградской публики. По предварительным оценкам организаторов события, фестивальное пространство за два дня посетило около шести тысяч человек, в их числе — гости из стран Балтии, москвичи и жители других городов России.
Третий фестиваль проходил в Зеленоградске с 13 по 15 июля 2012. В качестве хедлайнеров выступали Scooter и Танцы Минус. Сцену с ними делили такие артисты, как Ronski Speed и DJ Jerome.
Четвёртый фестиваль прошёл в сокращенном режиме 31 августа 2013 года в г. Зеленоградске. Звездными гостями стали DJ Westbam (DE) и Solarstone (UK).
В 2014 и 2015 году фестиваль не проводился.
В конце 2015 года было анонсировано возвращение фестиваля. Пятый фестиваль пройдет 29—30 июля 2016 года в городе Янтарном. Своё участие уже подтвердили Enter Shikari (Великобритания), Gus Gus (Исландия), Мегаполис (Россия).